# Johann Andreas Stähelin
Johann Andreas Stähelin, auch Stähele (* 1. Dezember 1794 in Obersommeri; † 17. August 1864 ebenda), war ein Schweizer Politiker.

## Leben
Als Sohn eines Amtsrichters geboren, ging Stähelin auf die Stiftsschule Einsiedeln und studierte ab 1812 Katholische Theologie an der Universität Landshut. Von 1816 bis 1817 besuchte er das Priesterseminar in St. Gallen. 1817 floh er und wurde in Bern Hauslehrer bei dem katholischen Diplomaten Auguste de Talleyrand (1770–1832). Es folgte eine Stelle als Lehrer am Fellenbergʼschen Privatinstitut in Hofwil und bei dem Pädagogen Johann Heinrich Pestalozzi in Yverdon.
Er war 1818 auswärtiges Mitglied der Burschenschaftlichen Genossenschaft zur Bearbeitung wissenschaftlicher Gegenstände in Freiburg im Breisgau. 1819 war er als Privatdozent für Geschichte in Bern tätig. Der Berner Rat wies ihn aus Bern aus, nachdem er den russischen Hofrat Joseph Du Hamel beleidigt hatte. Im Winter-Semester 1819/20 studierte er Rechtswissenschaften in Freiburg im Breisgau. 1820 erfolgte aus politischen Gründen seine Ausweisung aus Baden. Von 1821 bis 1823 nahm er am Griechischen Freiheitskampf teil und war dann bis 1830 als Hauslehrer in Rom und London tätig.
1830 war er Führer der thurgauischen Verfassungsbewegung, 1831 Redaktor der Thurgauer Zeitung. Von 1831 bis 1858 war er Thurgauer Regierungsrat, als solcher von 1831 bis 1840 für Finanzen, Justiz und Polizei, von 1840 bis 1850 für Justiz und von 1850 bis 1858 für Inneres und Erziehung zuständig. Er war Mitglied des Kleinen Rates und Oberbibliothekar der Kantonsbibliothek Thurgau.